# Val Canale
Het Val Canale (Duits: Kanaltal; Sloveens: Kanalska dolina; Friulaans: Val Cjanâl) is een dal in Noord-Oost-Italië in de autonome regio Friuli-Venezia Giulia. Het ligt in het noorden van de provincie Udine. Het centrum van het Val Canale wordt gevormd door de hoofdplaats Tarvisio en strekt zich uit van Pontebba in het westen tot aan de Sloveense grens in het oosten. Het Val Canale vormt de grens tussen de Karnische en de Julische Alpen.

## Topografie
Het westelijke deel van het dal behoort tot het stroomgebied van de Italiaanse Fella-rivier; het oostelijke deel stroomt af naar de Drau. De waterscheiding bevindt zich op het hoogste punt van de dalbodem van het Val Canale bij de Camporossopas op een hoogte van 812 meter. Deze "pas" (eerder een zacht glooiend zadel) vormt de laagste pasovergang tussen de Julische Alpen in het zuidoosten en de rest van de Alpen.

## Geschiedenis
Het Val Canale maakte tot aan het eind van de Eerste Wereldoorlog in 1918 deel uit van het Oostenrijkse kroonland Karinthië. Het dal werd aanvankelijk bewoond door Kelten, die vervolgens geromaniseerd werden onder het Romeinse Rijk. Aan het einde van de 6e eeuw vestigden zich hier de voorouders van de Slovenen. Tot in de late middeleeuwen was de bevolking Slavisch. In de 15e eeuw nam het belang van de winning van ijzererts toe, ook door toedoen van de toenmalige heren van Val Canale, de bisschoppen van Bamberg. Deze gaven de plaatsen (volgens de huidige Italiaanse naamgeving; zie hieronder voor de oorspronkelijke namen) Tarvisio en Camporosso in de 15e eeuw marktrechten en trokken mijnwerkers uit Beieren en Oostenrijk aan. Duitstalige (soldaten en beambten) vestigden zich in de 17e eeuw en dan vooral in de grensplaats Pontebba. Dit gaf het volgende tot in de 20e eeuw ongewijzigde beeld: Malborghetto, Pontebba, Tarvisio (met Coccau, Riofreddo, Predil en Fusine) en waren overwegend Duitstalig, en Camporosso, Ugovizza (met Valbruna), San Leopoldo (met Lusnizza) overwegend Sloveenstalig. Bij de volkstelling van 1910 bleek de bevolking van Val Canale voor 52% uit Duitstaligen en voor 48% uit Sloveenstaligen te bestaan. Vermoedelijk waren velen van hen in het dagelijks leven tweetalig. Italiaanstaligen kwamen niet voor. 
Grote wijzigingen vonden plaats na de inlijving van dit deel van Karinthië bij Italië na de Eerste Wereldoorlog, als gevolg waarvan ongeveer 1700 personen (veelal ambtenaren en grenspolitie) naar Oostenrijk vertrokken. In 1933 bedroeg het aantal Italianen reeds 11% van de gehele bevolking. In 1939 kwamen Italië en het Duitse Rijk overeen dat de niet-Italiaanstalige bevolking (zowel in Zuid-Tirol als in het Val Canale) zou worden geëvacueerd, echter bestaat over het aantal wat betreft Val Canale onduidelijkheid; sommige bronnen spreken van minder dan 1000, andere bronnen over 5700. In ieder geval werden zij gevestigd in boerderijen in Karinthië, waar de Sloveense bewoners door de nazi-autoriteiten verdreven waren. De "vrijgekomen" huizen in Val Canale werden herbevolkt door Italiaanse kolonisten. Na de oorlog is in beperkte mate gebruikgemaakt van de mogelijkheid om de "vertrekoptie" te annuleren en zo terug te keren.
Na de Tweede Wereldoorlog bieden de verschillende onderzoeken naar de bevolking in het Val Canale een diffuus beeld. Daarbij lopen cijfers over moedertaal, omgangstaal en etnische identificatie niet parallel. Autochtonen, namelijk Friulanen, Duitsers (beter gezegd Oostenrijkers) en Slovenen zijn over het algemeen meertalig, Italianen eentalig. Het Duits heeft naast het Italiaans een beperkte status als ambtstaal, het Friulaans en Sloveens worden niet erkend.

## Plaatsen in Val Canale
- Gemeente Tarvisio:

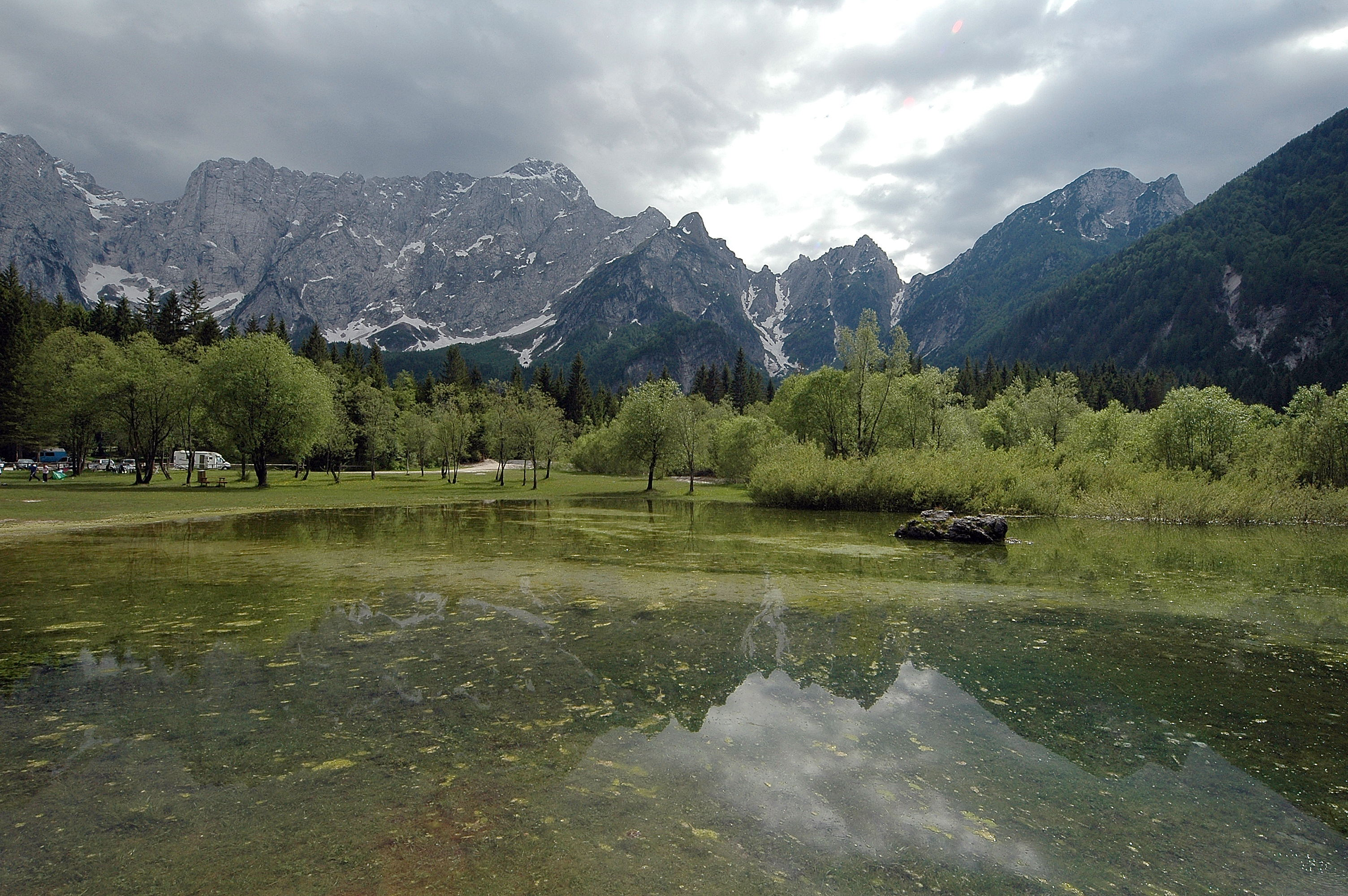
De twee meren van Fusine met op de achtergrond de Mangart

  - Camporosso (Sloveens: Žabnice, Duits: Saifnitz)
  - Cave del Predil (Duits: Raibl, Sloveens: Rabelj)
  - Coccau (Duits: Kockau, Sloveens: Kokovo)
  - Fusine in Valromana (Duits: Weissenfels, Sloveens: Bela peč)
  - Riofreddo (Duits: Kaltwasser, Sloveens: Mrzla voda)
  - Tarvisio (Duits en Friulaans: Tarvis, Sloveens: Trbiž)

- Gemeente Malborghetto Valbruna:
  - Bagni di Lusnizza (Duits: Lusnitz, Sloveens: Lužice)
  - Malborghetto (Duits: Malborghet, Sloveens: Naborjet)
  - Ugovizza (Sloveens: Ukve, Duits: Uggowitz)

- - Valbruna (Sloveens: Ovčja vas)
  - Monte Santo Lussari (Duits: Lussariberg, Sloveens: Svete Višarje)

- Gemeente Pontebba:
  - Laglesie (Sloveens: Dipalja vas)
  - Pontebba (Duits: Pontafel, Sloveens: Tablja, Friulaans: Pontebe)
  - San Leopoldo (Duits: Leopoldskirchen)